# Richard Grenville, 1. vévoda z Buckinghamu a Chandosu
Richard Grenville, 1. vévoda z Buckinghamu a Chandosu (resp. Richard Temple-Nugent-Brydges-Chandos-Grenville) (Richard Grenville, 1st Duke of Buckingham, 2nd Marquess of Buckingham, 4th Earl Temple, 5th Viscount Cobham) (20. března 1776 Londýn – 17. ledna 1839 Stowe House, Buckinghamshire, Anglie) byl britský politik z významného rodu Grenvillů. Dvakrát byl členem vlády a společenský vzestup rodu završil získáním titulu vévody z Buckinghamu (1822).

## Politická kariéra
Narodil se jako jediný syn 1. markýze z Buckinghamu a jeho manželky Mary Nugent (1756–1812). Studoval v Oxfordu a v letech 1797–1813 byl poslancem Dolní sněmovny za stranu whigů, zároveň začal zastávat čestné posty ve správě hrabství Buckingham. Krátce byl komisařem kontrolního úřadu Východoindické společnosti (1800–1801), ve vládě svého strýce Williama Wyndhama Grenville zastával funkci generálního intendanta armády a viceprezidenta úřadu pro obchod (1806–1807), zároveň byl od roku 1806 členem Tajné rady. Poté přešel se svými strýci do opozice a patřil k uskupení The Grenvilles. V roce 1820 byl jmenován rytířem Podvazkového řádu a na důkaz usmíření konzervativní vlády s whigistickou opozicí obdržel v roce 1822 titul vévody z Buckinghamu a Chandosu. V roce 1830 byl ve Wellingtonově vládě krátce lordem nejvyšším hofmistrem, dále získal čestný doktorát v Cambridge a byl členem Královské společnosti starožitností.

## Rodina a majetek
V roce 1796 se oženil s Anne Brydges (1776–1836), jedinou dcerou a dědičkou 3. vévody z Chandosu, sňatek byl oběma rodinami dohodnut již deset let předtím. Na základě sňatku pak Richard v roce 1799 přijal ke svým dosavadním příjmením i jména Brydges-Chandos. Součástí dědictví po rodu Brydgesů byl zámek Avington Park v hrabství Hampshire, který se stal jedním z hlavních rodových sídel. Grenvillové však nadále pobývali hlavně na zámku Stowe House v hrabství Buckinghamshire, kde také 1. vévoda z Buckinghamu a Chandosu v roce 1839 zemřel.